# Orékhovo (Primórie)
|  | Per a altres significats, vegeu «Orékhovo». |

Orékhovo (en rus: Орехово) és un poble del krai de Primórie, a l'Extrem Orient de Rússia, que en el cens del 2010 tenia 763 habitants. Pertany al districte rural de Dalnerétxenski.